# Allen (marca)
Allen és una marca d'eines manuals, més àmpliament reconeguda per les seves claus, conegudes genèricament com "claus Allen". Com a marca, és propietat d' Apex Tool Group.

## Història

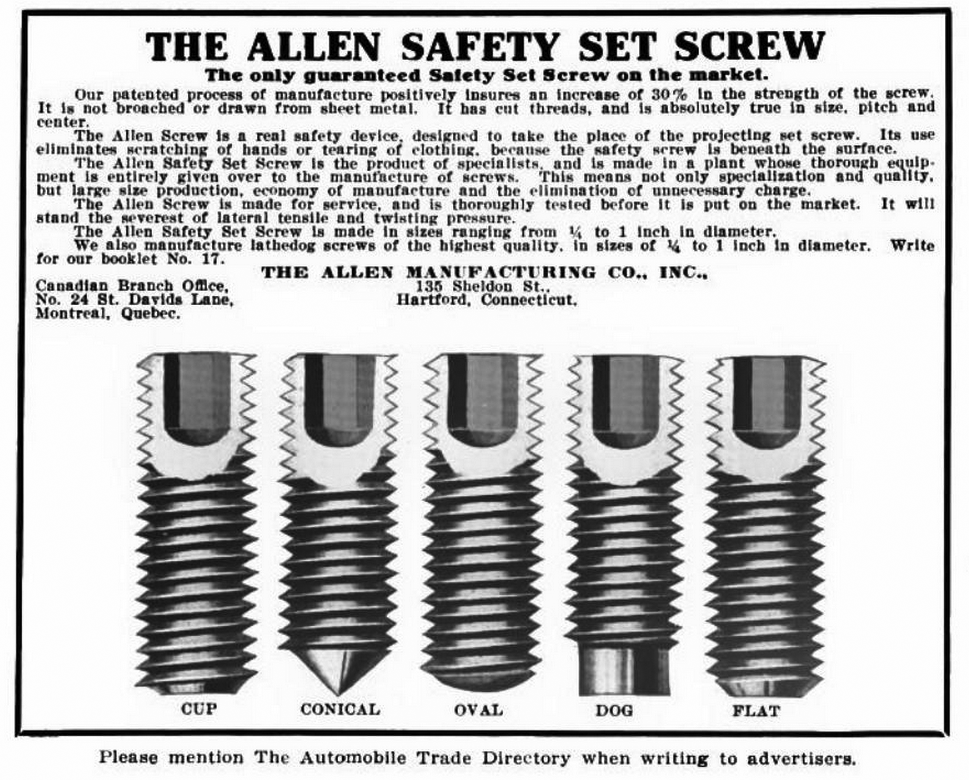
Anunci d'Allen Manufacturing Company Inc per a l'Allen Safety Set Screw, una marca de cargol de fixació, al Directori de comerç d'automòbils, gener de 1913.

Originalment anomenada Allen Manufacturing Company, l'empresa fabricava cargols i claus de fixació hexagonals per fixar-los. El terme "clau Allen" deriva de la marca Allen i fa referència a la categoria de producte genèric " claus hexagonals ".
WG Allen va presentar la primera patent relacionada el 1909 per als seus cargols de seguretat encastats impulsats per una clau hexagonal, una millora de seguretat respecte als elements de fixació que sobresortien de la maquinària. Mentre que altres claus hexadecimals es van patentar abans i després d'aquesta data, el nom persistiria. Allen va deixar l'empresa poc després.
Un anunci de cargols de seguretat Allen apareixeria a la Convenció Anual de l'Associació Internacional d'Inspectors de Fàbrica de 1910.
El 1922, Allen Manufacturing Company va produir conjunts d'eines amb el nom de l'empresa "Bay State", cosa que suggereix que podria haver adquirit de manera privada un altre fabricant de maquinari, és a dir, Bay State Pump Company.
Apex Tool Group és propietari de la marca comercial actual i des de llavors l'ha renovat.

## Final de producció
El gener de 2017, Apex Tool Group va anunciar que posaria fi a la fabricació d'eines manuals Allen i Armstrong a la seva planta de fabricació de Sumter, Carolina del Sud. Amb això, la directora de comunicacions d'Apex, Kelly Rhoads, va confirmar que la línia deixaria de produir-se el 31 de març. Això va acabar amb la producció de la marca Allen en claus hexagonals, clau L i mànec en T.
El 2018, Apex va començar a fabricar claus hexagonals oficials sota la marca de la seva empresa Crescent, anomenada Crescent Apex. L'anterior lloc web d'Allen els dirigeix. Es venen en jocs de tretze peces, així com eines de suport de tres peces i ja no utilitzen el terme "clau allen" en la marca oficial o el màrqueting.
A partir del 2021, la pàgina Allen del lloc web d'Apex Tool Group s'ha eliminat de tot el contingut, excepte el logotip d'Allen, el logotip d'Armstrong anomenat erròniament com a imatge de marca i l'URL del lloc de la marca, ara una redirecció a Crescent. No s'ha fet cap anunci públic per al final de les produccions sota el nom d'Allen.

## Galeria

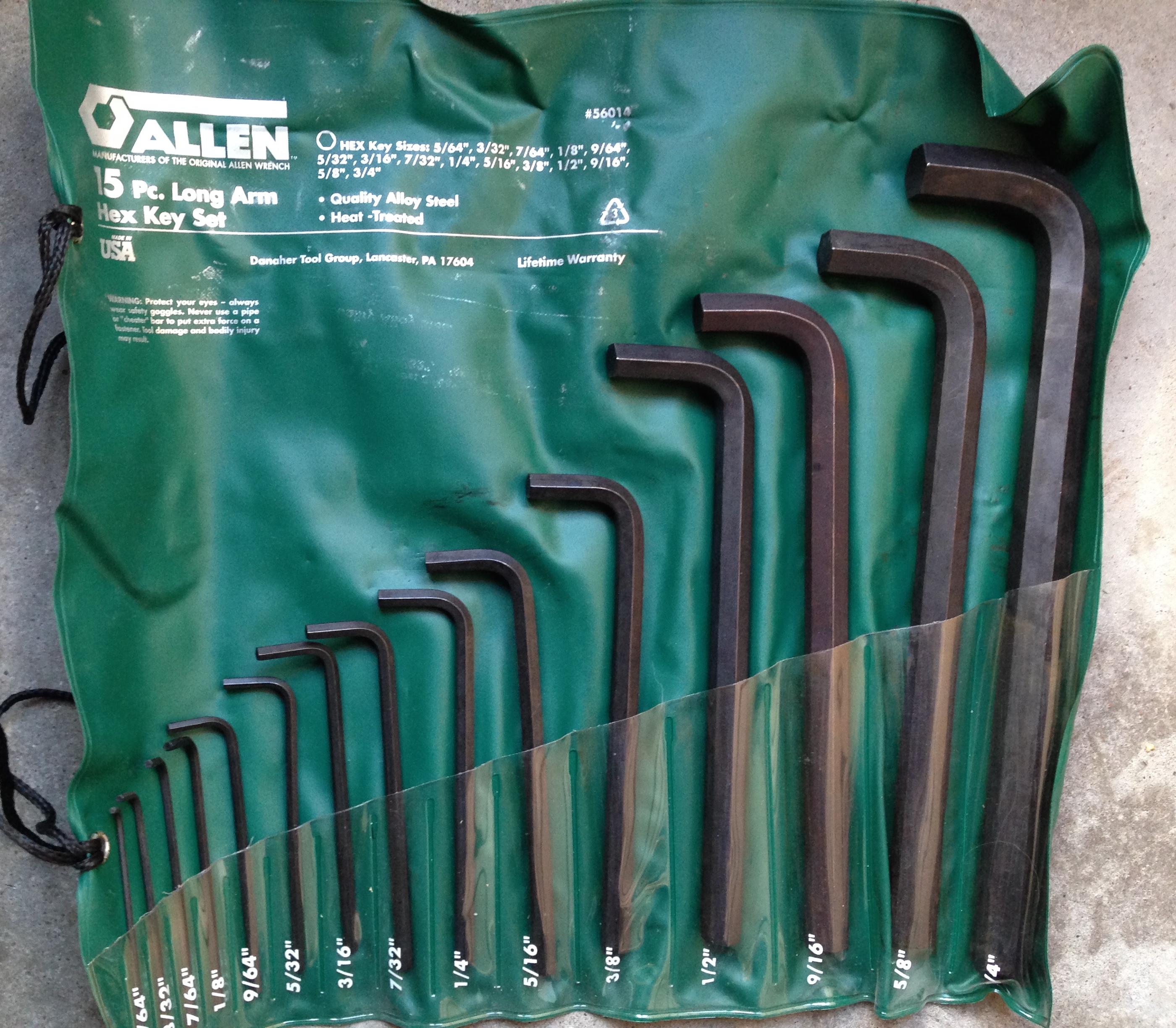
Conjunt de claus hexagonals de braç llarg
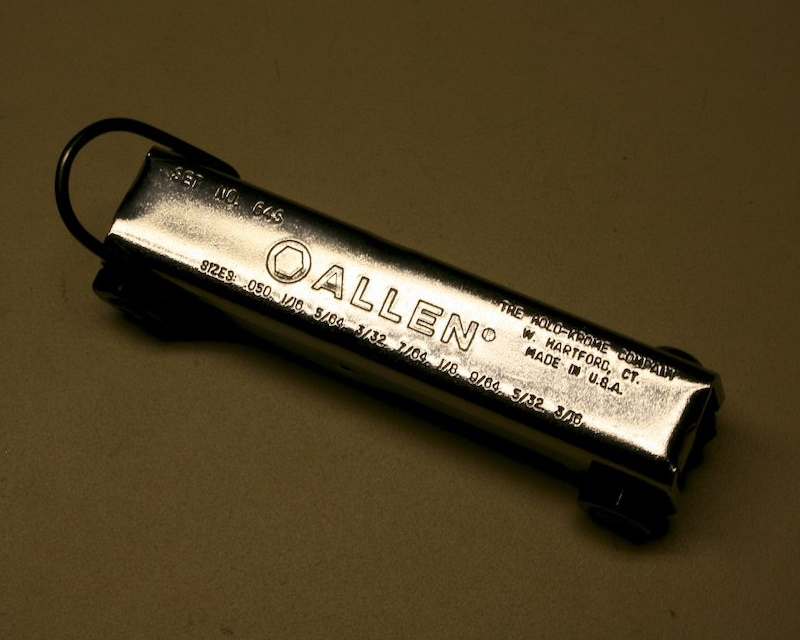
Conjunt de claus hexagonals plegables
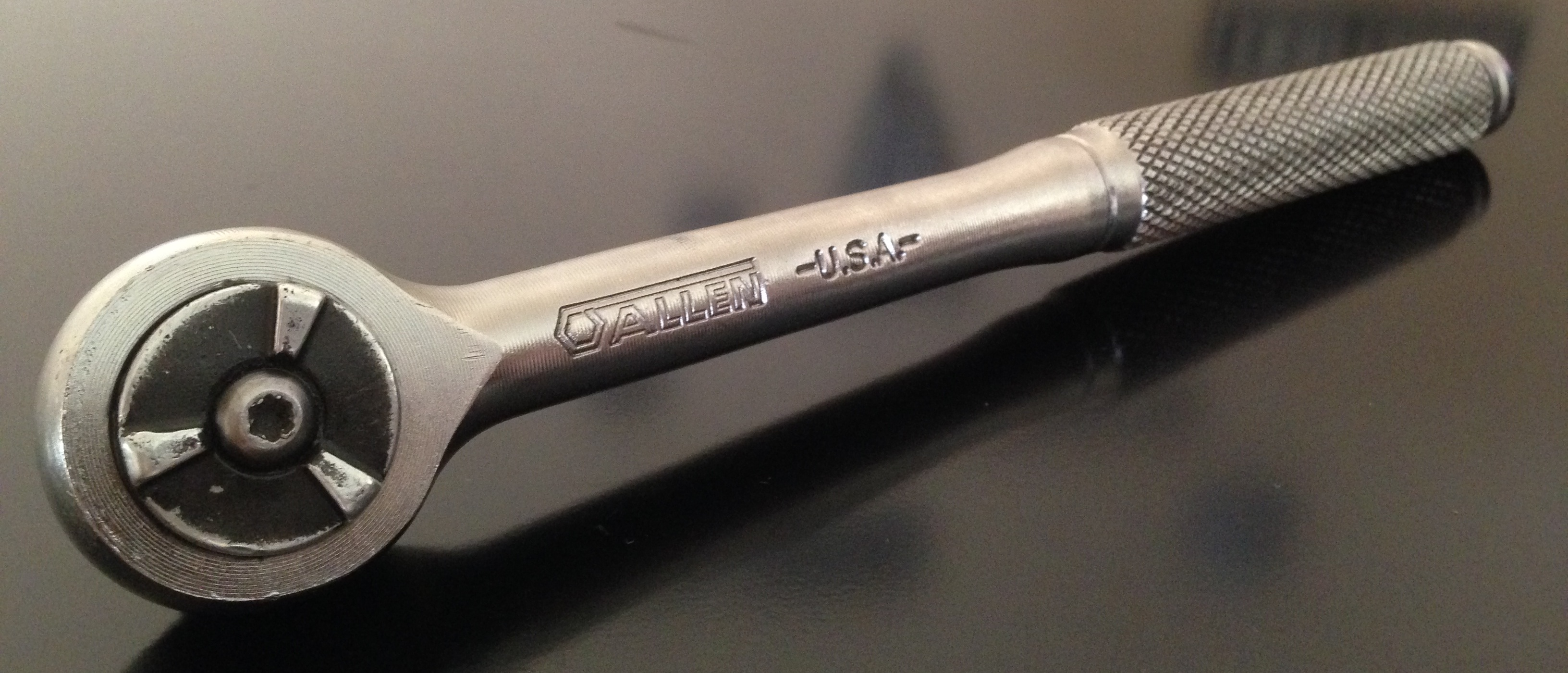
Trinquet marca Allen